# Ilan Fernández
Ilan Fernández Uzzan (I.F.U.) is een Colombiaanse modeontwerper, bekend van het merk De Puta Madre 69.
Hij werd in 1991 opgepakt in Barcelona wegens drugsdealen en wapenhandel. In de Spaanse gevangenis begon hij T-shirts te bedrukken met opvallende teksten.
- Gemeinsame Normdatei: 141183292
- Virtual International Authority File: 120800261
- WorldCat: E39PBJvxw787M47HK6jWGFw6Kd